# Taxameter

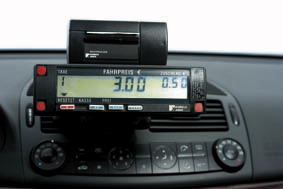
Taxameter mit Drucker für die Erstellung von Taxiquittungen

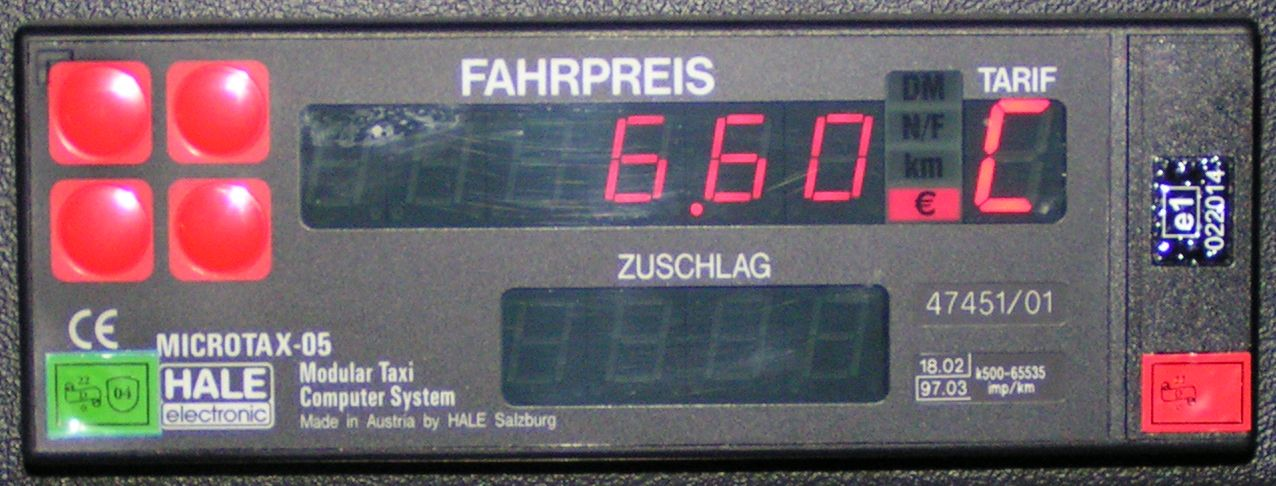
Der Taxameter – am Beispiel eines weit verbreiteten älteren Modells

Der Taxameter ist ein Gerät zur Erfassung von Fahrpreisen in Taxis auf Basis von Taxitarifen. Das Wort ist griechischen Ursprungs und bedeutet "Gebührenmesser". Der Name der Taxi-Fahrzeuge ist vom Taxameter abgeleitet.

## Überblick

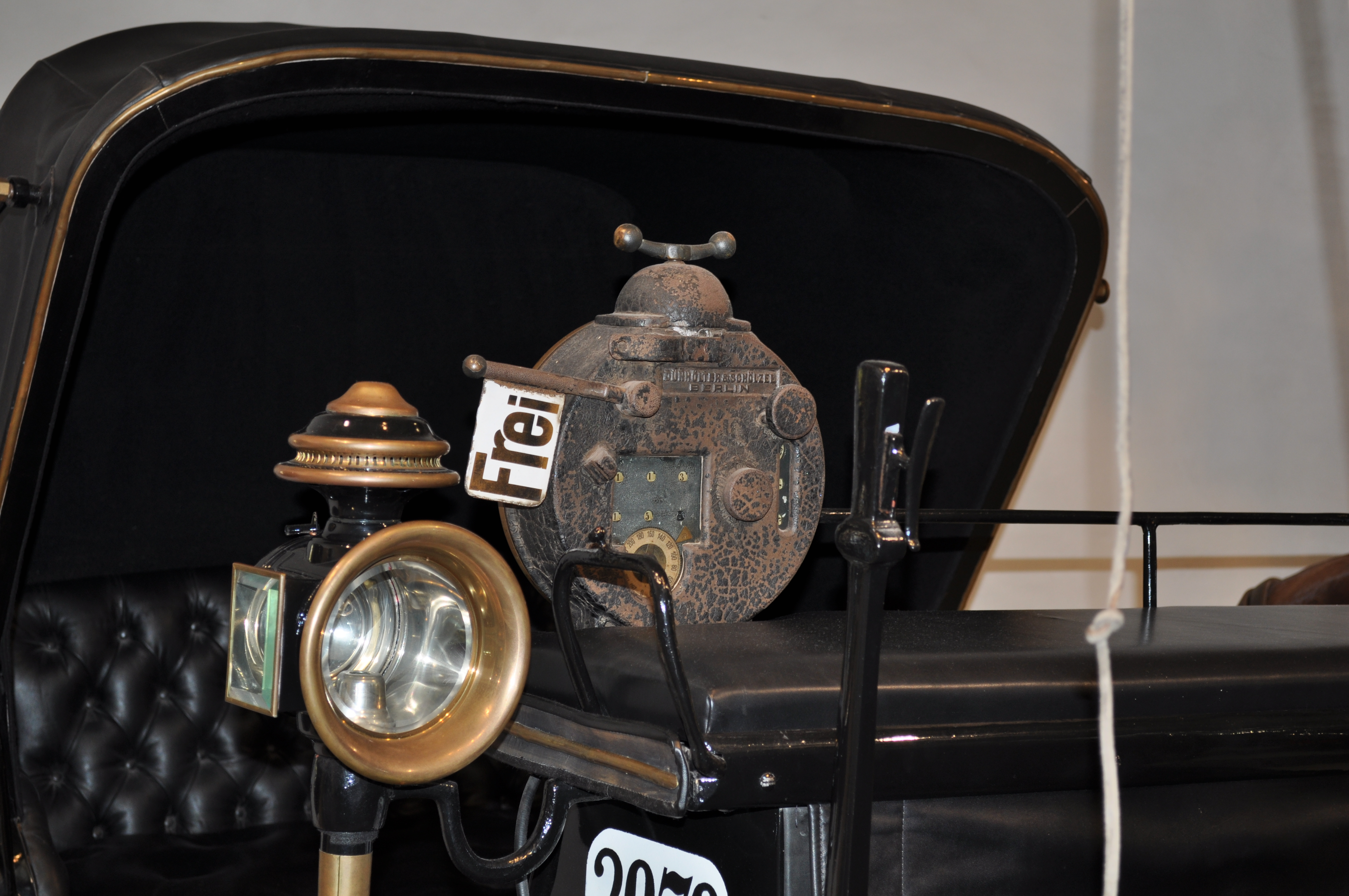
Mechanischer Pferdedroschken-Taxameter

Als Erfinder des modernen Taxameters gilt der deutsche Unternehmer Friedrich Wilhelm Gustav Bruhn (1853–1927). Diese Fahrpreis-Anzeiger wurden Anfang der 1880er-Jahre auf Pferdedroschken montiert und maßen die Radumdrehungen. Inzwischen existieren Geräte für einige Fahrzeugmarken, die den Fahrpreis im Innenspiegel des Fahrzeugs anzeigen. Oft werden Taxameter mit dem gesamten Dispositionssystem der Taxiunternehmen vernetzt. In Deutschland und Österreich wächst der Wunsch nach einer automatischen Quittungserstellung, die das Ausfüllen von Formularen ersetzt. Hierzu werden speziell angepasste Drucker angeboten, die den Ausdruck von Taxiquittungen und von Tagesabrechnungen am Ende einer Schicht ermöglichen.

## Fahrpreisermittlung
In Deutschland ist es Pflicht, dass Taxis mit einem sichtbaren und beleuchteten Fahrpreisanzeiger (also Taxameter) ausgestattet sind (§ 28 BOKraft). Daraus ist der jeweilige Fahrpreis ablesbar, der sich in der Regel aus einer Grundgebühr sowie einem Kilometerpreis zusammensetzt. Hinzu kommen eventuell Gebühren für Wartezeit und weitere Zuschläge. Der Tarif wird hierbei in Deutschland von der jeweiligen Kreisverwaltungsbehörde festgelegt, in Österreich vom jeweiligen Landeshauptmann.
Beim Einschalten des Taxameters erscheint zunächst immer die Grundgebühr. Der Fahrer kann einen Zuschlag durch Tastendruck hinzuaddieren, beispielsweise für Telefonbestellung, Gepäckstücke oder Nachtfahrten. Nach dem Anfahren wird durch Ermittlung der Wegstrecke das Kilometerentgelt hinzugezählt und als Fahrpreis laufend angezeigt. Während Wartezeiten, beispielsweise verkehrsbedingt, schaltet das Gerät von Strecken- auf Zeitabrechnung um. Um Taxikunden genau kalkulierbare Preise zu bieten, haben einige Städte in Deutschland (wie Berlin und Hamburg) und Österreich inzwischen den Tarif dahingehend geändert, dass die Zeitabrechnung erst nach einer gewissen Standzeit beginnt. Dadurch werden verkehrsbedingte Wartezeiten nicht berechnet, sondern nur vom Kunden gewünschte, sofern sie jeweils eine bestimmte Zeitspanne überschreiten. Neue Untersuchungen haben aber ergeben, dass die Umsatzeinbußen der Taxifahrer durch diese Regelung größer sind als bei der Einführung angenommen und es durch die fehlenden Vergleichsmöglichkeiten mit Tarifen mit klassischer Wartezeitberechnung zu Wettbewerbsverzerrungen kommt. Am Zielort wird das Taxameter gestoppt, und der Gesamtpreis ist zu entrichten.

## Eichung

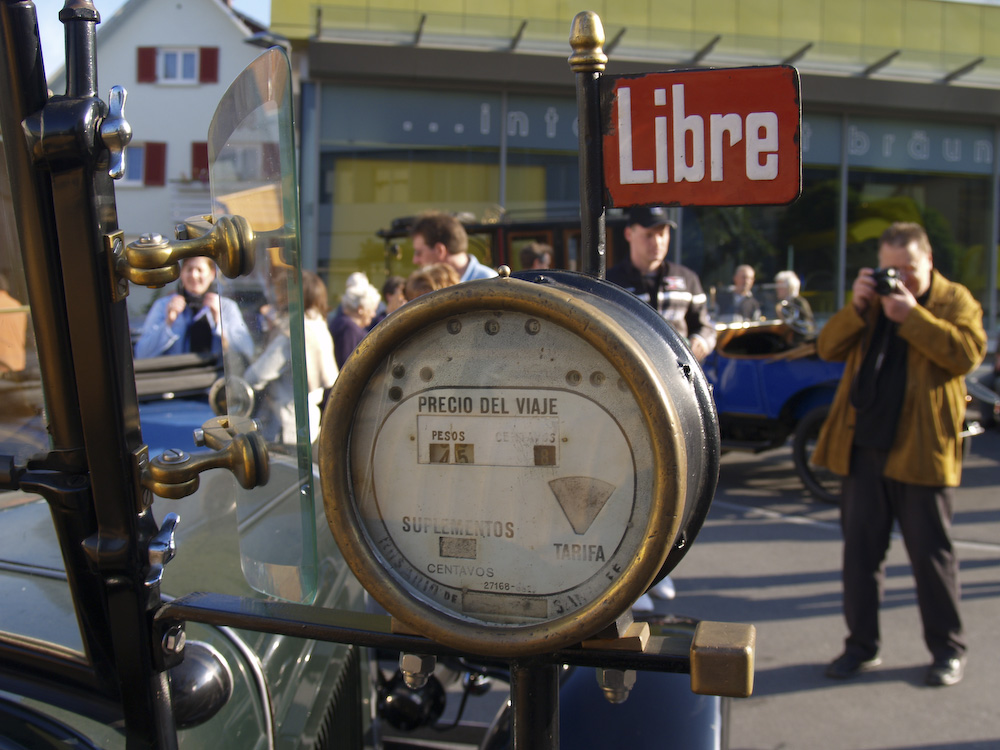
Historisches Taxameter eines argentinischen Taxis

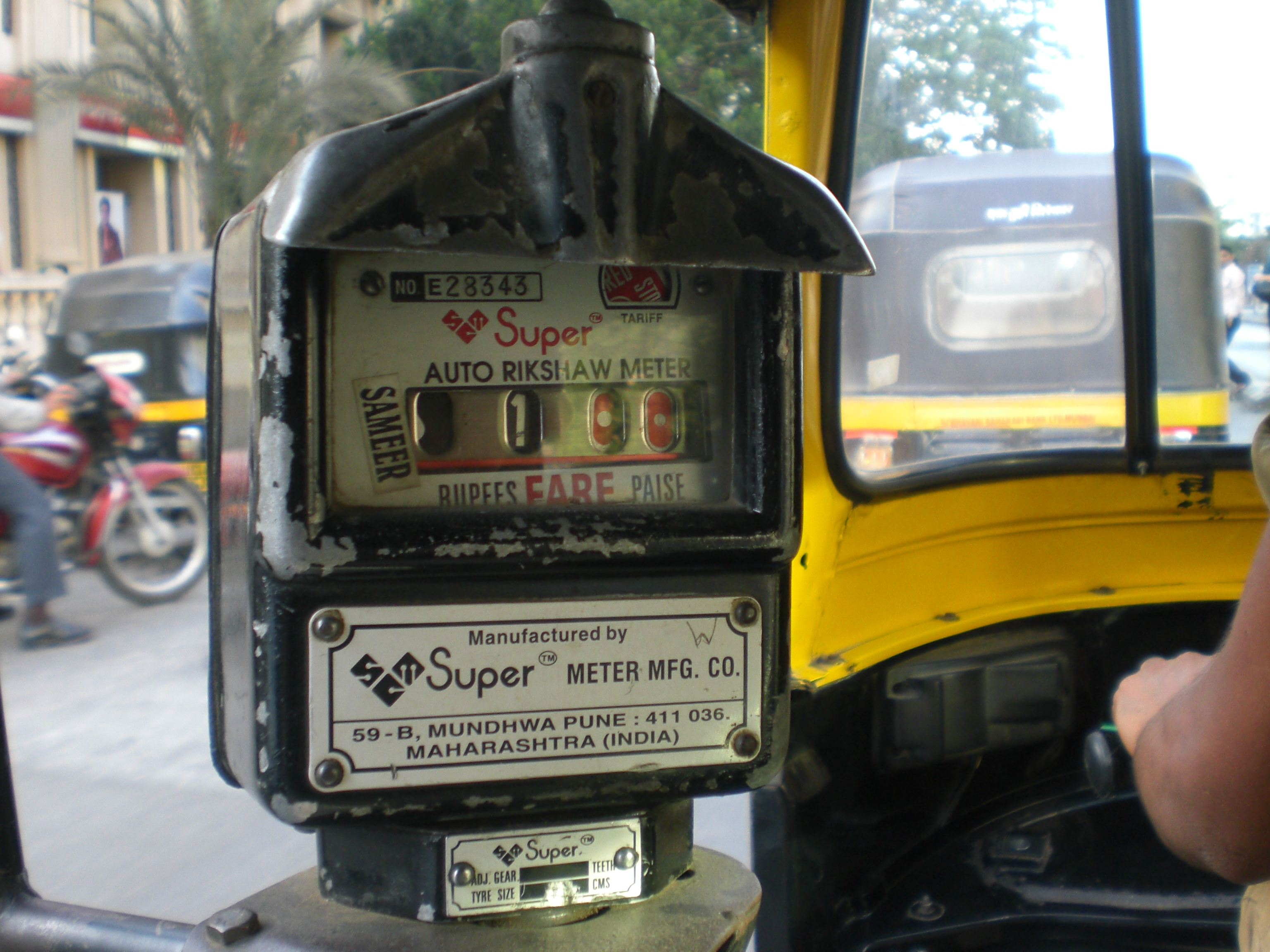
Mechanisches Rikscha-Meter in Mumbai – bei Taxis werden hier baugleiche Geräte vor der Windschutzscheibe auf der Motorhaube montiert

Taxameter werden in Deutschland einmal jährlich vom Eichamt überprüft, um die korrekte Arbeitsweise nachzuweisen.
Wird nach einer Tarifänderung der Taxameter durch einen anerkannten Instandsetzer neu eingestellt, gilt die Eichung unter bestimmten Voraussetzungen als nicht erloschen. Eine anschließende Eichung ist aber trotzdem unverzüglich notwendig. Wenn alles in Ordnung ist, wird der Taxameter mit einer Eichmarke versehen und das Gerät wird verplombt in der Regel durch Aufkleben der Eichmarke (Hauptstempel) und Eichsiegel (Verplombung) auf den Schrauben. Die Eichung ist dann für ein Jahr gültig. Der Taxiunternehmer ist selbst verpflichtet, sich rechtzeitig um die Eichung zu bemühen. Die Eichmarke hat eine Jahreszahl aufgedruckt. Die Eichung ist bis zum 31. Dezember des Jahres gültig, welches auf der Eichmarke vermerkt ist. Seit dem 1. Januar 2015 gilt das neue Eichrecht (MessEG und MessEV). Nach diesem wird in der Eichmarke das Jahr der Eichung gezeigt. Die Jahreszahl des Eichjahres steht dabei in einer auf dem Eck stehenden Raute, und die Eichmarke ist immer schwefelgelb. Nach Ablauf der Eichgültigkeitsdauer oder dem Entfernen der Eichsiegel darf der Taxameter nicht mehr in Gebrauch genommen werden. Ein Verstoß gegen diese Vorschriften ist eine Ordnungswidrigkeit.

## Ursprung
Dem Taxameter ähnliche Geräte zur Fahrpreisermittlung gab es bereits in der Antike. Der Ursprung ist ungewiss, Quellen dazu fehlen bisher.
Ein von Heron von Alexandrien beschriebenes Gerät ließ durch das Anschlagen einer Zahnradkonstruktion nach einer bestimmten Wegstrecke eine Kugel in ein Gefäß fallen, die Anzahl der Kugeln ergab die Wegstrecke und dadurch den Fahrpreis.
Lange Zeit fuhren dann Droschken und danach die Taxis mit einheitlichen Taxametern, mittlerweile gibt es eine Vielzahl an Fabrikaten, die zugelassen und vom Markt angenommen werden.

## Sitzkontakte
Um zu verhindern, dass Fahrten nicht korrekt erfasst werden, können Taxameter teilweise mit Sitzkontakten kombiniert werden. Diese Kontakte registrieren, wenn ein Fahrgast auf dem Sitz Platz nimmt, und starten automatisch den Taxameter. Eine andere Variante dieser Kontakte sind Lichtschranken in den Türen oder der Mittelkonsole. Diese Kontakte können statt zur Aktivierung des Taxameters auch zur Protokollierung der nicht per Taxameter erfassten Fahrten verwendet werden.

## Anforderungen der Finanzbehörden (Deutschland)
Nach der europäischen Messgeräterichtlinie 2004/22/EG und deren Anhang MI-007 ist erstmals geregelt, dass das Taxameter die Anforderungen so zu erfüllen hat, dass die Interessen der Steuerbehörden geschützt werden. Nach § 145 Abs. 1 Satz 2 AO müssen sich die Geschäftsvorfälle (hier: Fahraufträge) in ihrer Entstehung und Abwicklung verfolgen lassen (Einzelaufzeichnungsverpflichtung).
Der Umsatz eines Taxis unterliegt dem ermäßigten Umsatzsteuersatz, wenn die Fahrt innerhalb einer Gemeinde erfolgt oder wenn die Beförderungsstrecke nicht mehr als 50 km beträgt (§ 12 Abs. 2 Nr. 10 UStG). Für die Prüfung, ob der ermäßigte Steuersatzes anzuwenden ist, sind die Daten des einzelnen Fahrauftrags aufzuzeichnen. Die Steuerverwaltung fordert die Speicherung relevanter Daten im Taxameter. Diese Anforderungen gelten entsprechend für Wegstreckenzähler in Mietwagen (mit Fahrer).
In Hamburg werden bereits Taxis für die Nutzung des INSIKA-Systems umgestellt. In Berlin laufen entsprechende Vorbereitungen. Für entsprechend modifizierte Taxameter wird teilweise der Begriff Fiskaltaxameter benutzt.

## Situation in anderen Ländern
In anderen Ländern wie zum Beispiel in Frankreich oder Spanien sind die Fahrpreise oft vom Zustand des Fahrzeugs und der Firmenpolitik der örtlichen Unternehmen sowie von deren nationalen Bestimmungen abhängig. In einigen Ländern Europas ist sogar die Verwendung von Quittungsdruckern verpflichtend. Dieser Trend nimmt international zu. Mittlerweile wird auch die Einführung von Fiskaltaxametern verstärkt diskutiert.